# 上升乡
上升乡，是中华人民共和国黑龙江省齐齐哈尔市拜泉县下辖的一个乡镇级行政单位。

## 行政区划
上升乡下辖以下地区：
中心村、上升村、发展村、永丰村、团结村、永安村、进步村、勤富村、治安村和巩固村。